# Paulo Henrique (football, 1943)
Pour les articles homonymes, voir Paulo Henrique.
Paulo Henrique Souza de Oliveira, plus communément appelé Paulo Henrique né le 5 janvier 1943 à Macaé au Brésil, est un joueur de football international brésilien, qui évoluait au poste de défenseur.

## Biographie

### Carrière en club
Avec le club de Flamengo, il remporte trois championnats de Rio de Janeiro, un Tournoi Rio-São Paulo et une Coupe Guanabara.
Avec l'équipe d'Avaí, il remporte un championnat de Santa Catarina.

### Carrière en sélection
Avec l'équipe du Brésil, il joue 10 matchs, sans inscrire de but, entre 1966 et 1967. 
Il figure dans le groupe des sélectionnés lors de la Coupe du monde de 1966. Lors du mondial organisé en Angleterre, il joue deux matchs : contre la Bulgarie et la Hongrie.

## Palmarès
| Flamengo \| - Championnat de Rio de Janeiro (3) : - Champion : 1963, 1965 et 1972. - Tournoi Rio-São Paulo (1) : - Vainqueur : 1961. \| \| - Coupe Guanabara (1) : - Vainqueur : 1970. \| |  | Avaí - Championnat de Santa Catarina (1) : - Champion : 1973. |
| - Championnat de Rio de Janeiro (3) : - Champion : 1963, 1965 et 1972. - Tournoi Rio-São Paulo (1) : - Vainqueur : 1961.                                                                  |  | - Coupe Guanabara (1) : - Vainqueur : 1970.                   |